# Исчезновение Fokker F27 над Гималаями
Исчезновение Fokker F27 над Гималаями — авиационное происшествие с самолётом Fokker F27, который бесследно исчез вскоре после взлёта в пятницу 25 августа 1989 года. В 07:36 самолёт, выполнявший внутренний регулярный пассажирский рейс авиакомпании PIA, вылетел из северного города Гилгит, Пакистан в столицу страны Исламабад. Один из пилотов самолёта совершил обычный радиообмен в 08:50, это была последняя связь с самолётом. Самолёт, как полагают, разбился в Гималаях, но обломков так и не нашли.

## Самолёт
Fokker F27-200 Friendship, турбовинтовой авиалайнер, заводской номер 10207, построен в 1962 году. Имел на момент аварии около 44 524 часов налета и 41 524 циклов «взлёт-посадка».

## Поисковая операция
После исчезновения несколько воздушных поисковых миссий были запущены пакистанскими военными в течение первых трёх или четырёх дней. Позже были организованы наземные поисковые отряды, состоящие из гражданских и военнослужащих, чтобы обыскать местность вокруг горы Нанга Парбат высотой 8125 метров.